# Здание парламента (Квебек)
Здание квебекского парламента (Отель дю Парлеман; фр. Hôtel du Parlement) — восьмиэтажное здание, которое занимает Парламент франкоязычной провинции Квебек, Канада. В здании заседают лейтенант-губернатор Квебека, а также Национальное собрание Квебека. Расположен в столице провинции — г. Квебек.
Здание спроектировал архитектор Эжен-Этьенн Таше, строительство началось в 1877 году, сдано в эксплуатацию в 1886 году. Вместе с башней высота здания составляет 52 метра. Архитектурный стиль Второй империи.
21 января 1948 года над зданием впервые взвился флаг Квебека, а не британский флаг Канады. Это шаг стал символическим началом суверенизации провинции.